# Mikael Kihlman

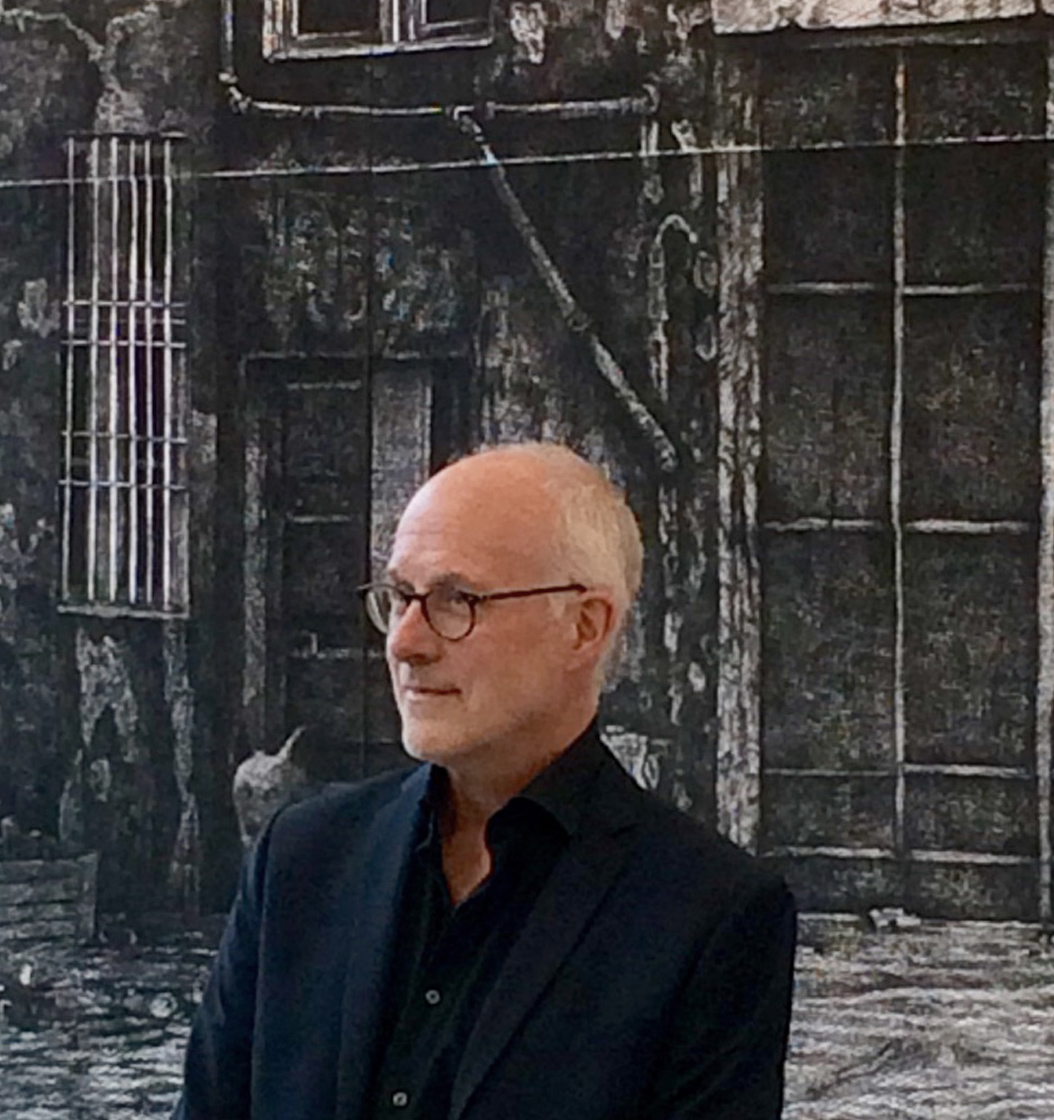
Mikael Kihlman

Anders Mikael Kihlman, född 1953 i Uppsala, är en svensk grafiker och målare. 
Kihlman tillhör en finlandssvensk kultursläkt och är verksam som målare och grafiker. Sedan 1979 är han bosatt i Stockholm. Som grafiker är han främst känd för sina svartvita koppargrafiska verk i tekniken torrnål, ofta med motiv influerade av hans många resor i framför allt Östeuropa. För sin grafik har Kihlman tilldelats ett flertal internationella priser och utmärkelser i bland annat Kanada (Toronto och Montréal), Polen, Kina, Rumänien, Serbien, Spanien och Japan. I Sverige har han tilldelats Karlskoga Nobels Konststipendium 2001, Grafiska Sällskapets Erik Wessel-Fougstedts stipendium 2004 och tillsammans med kulturjournalisten Karl Haskel hedersstipendium ur Nils G. Stenqvists minnesfond 2009. År 2012 erhöll Kihlman Krzyzem Kawalerskim Orderu Zaslugi Rzeczypospolitej Polskiej (Republiken Polens förtjänstorden) och 2015 kreerades han till hedersdoktor vid Akademia Sztuk Pięknych im. Eugeniusza Gepperta we Wrocławiu i Wroclaw i Polen.
Kihlman är representerad i British Museum i London, Finska Statens Konstverkskommission, Nationalmuseum, Moderna museet, Malmö konstmuseum, Norrköpings konstmuseum, Borås Konstmuseum, Värmlands museum, Karlstad, Örebro läns landsting och Statens konstråd, landsting och kulturnämnder, privata samlingar samt i grafikbiennaler och triennalers samlingar världen över.
Sedan 2004 är Kihlman ordförande i Fridellsällskapet, som sprider kunskap om grafikern Axel Fridell. Han är sedan 2009 vice ordförande i Föreningen för Grafisk Konst. Sedan många år är Kihlman aktiv även i Grafikens Hus som ledamot av styrelsen för Grafikens Hus AB, men även som kurator för en mängd utställningar. Tillsammans med Karl Haskel ansvarade han bland annat för de årliga utställningarna Ur H.M. Konungens grafiksamling på Grafikens Hus mellan 2005 och 2011.
Kihlman är medlem i Grafiska Sällskapet, Finlands konstgrafiker och Konstnärernas riksorganisation. Mikael Kihlman är gift med journalisten Eva Landahl.